# 1419-1410 v.Chr.
De jaren 1419-1410 v.Chr. (van de christelijke jaartelling) zijn een decennium in de 15e eeuw v.Chr..

## Gebeurtenissen

### Egypte
- 1419 v.Chr. - Koning Amenhotep II begint een veldtocht in het noorden van Syrië.
- Het Egyptische leger strijdt verbeten om de stad Karchemish.
- Amenhotep II moet het gebied tussen de Orontes en de Eufraat afstaan aan Mitanni.
- 1418 v.Chr. - Amenhotep II sluit een vredesverdrag met het koninkrijk Mitanni.

### Mesopotamië
- 1415 v.Chr. - Het koninkrijk Kar-Duniash herstelt een aantal oude steden. In Uruk worden tempels gebouwd met een nieuwe vorm van laag reliëf in baksteen uitgevoerd.
- 1410 v.Chr. - Koning Artatama I (1410 - 1400 v.Chr.) van Mitanni sluit een alliantie met Egypte.

1499-1490 · 1489-1480 · 1479-1470 · 1469-1460 · 1459-1450 · 1449-1440 · 1439-1430 · 1429-1420 · 1419-1410 · 1409-1400 · >>